# Фестиваль Пуччини

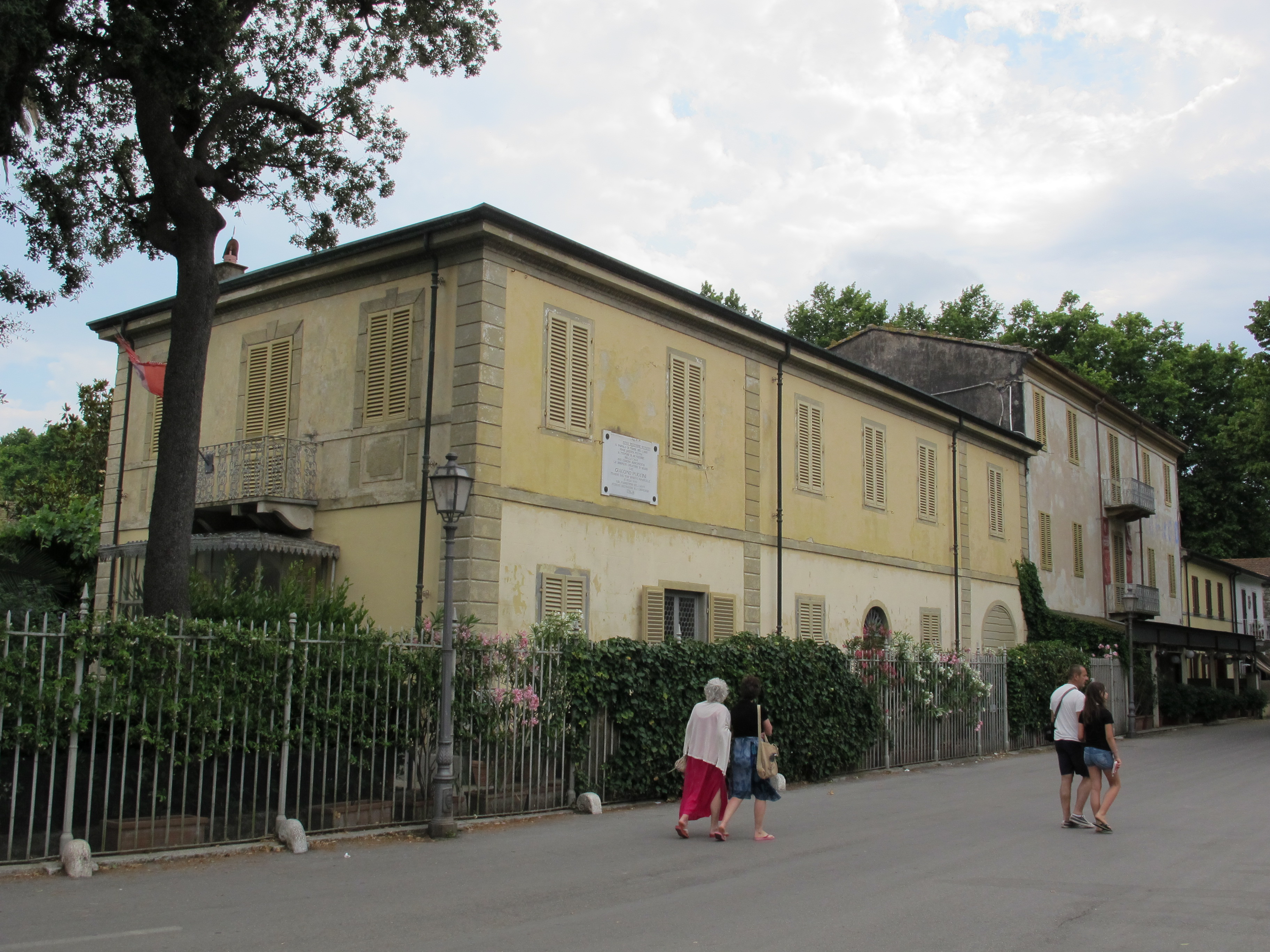
Вилла Пуччини

Фестиваль Пуччини (итал. Festival Puccini) — итальянский музыкальный фестиваль в честь композитора Джакомо Пуччини, уроженца Лукки. Проходит неподалёку от Лукки в приморском городке Торре-дель-Лаго (часть коммуны Виареджо), где композитор жил и работал с 1900 по 1921 год.
Полагают, что толчком для создания фестиваля стало обращение Пуччини к другу — Джоваккино Форцано, одному из его либреттистов, перед отъездом композитора в 1924 году в Брюссель для операции на горле.
Учреждённый в 1930 году, фестиваль проводится (с некоторыми перерывами) каждое лето, обычно в июле и августе, в Большом театре под открытым небом (также известен как Teatro dei Quattromila). Театр имеет 3200 зрительских мест и расположен на берегу озера Массачукколи рядом с виллой Пуччини, которую композитор построил в 1900 году и в которой он жил до переезда в Виареджо в 1921 году.
24 августа 1930 года Джоваккино Форцано вместе с Пьетро Масканьи, который был сокурсником Пуччини, провели первые постановки опер Джакомо Пуччини на берегу озера, перед домом маэстро. Во временном театре Carro di Tespi Lirico со сценой, построенной на сваях, вбитых в дно озера, гастролирующая оперная труппа исполняла «Богему» под руководством Форцано и Масканьи. В 1931 году в этой же опере выступили Беньямино Джильи (тенор) и Аделаида Сарацени (сопрано), а Розетта Пампанини и Анджело Микетти — в «Мадам Баттерфляй». Это стало началом фестиваля Пуччини.
Однако до 1949 года из-за политического и финансового климата в Италии, состоялся только один фестиваль в 1937 году. Вернувшись в 1949 году в ознаменование 25-й годовщины смерти Пуччини, фестиваль вновь прошёл с оперой «Девушка с Запада» и продолжался на этом месте в 1950-х годах.
В 1966 году, когда место проведения фестиваля было перенесено немного севернее от озерной гавани, фестиваль Пуччини стал ежегодным летним мероприятием. После создания в 1990 году фонда Puccini Festival Foundation, призванного поставить мероприятие на более прочную финансовую основу, были задуманы планы по созданию нового театра под открытым небом с современным оборудованием и акустикой. Городские власти Виареджо купили 25 000 м² земли для создания Музыкального парка и построили на нем Театр под открытым небом, вмещающим 3200 человек. Также были построены другие помещения для репетиций и мастерских, а также крытый театр-студия на 600 мест.
За годы существования фестиваля на его сцене выступали самые известные и признанные имена мировой оперы, среди них были: Тито Гобби, Марио дель Монако и многие другие. В 2000 году, к 70-летию инициативы Форцано и Масканьи, на 46-м фестивале Пуччини были представлены две новые крупные постановки: «Мадам Баттерфляй» и «Тоска». Кроме этого в программу вошла первая опера Пуччини «Вилли» c Кати Риччарелли и Хосе Кура. В 2004 году фестиваль Пуччини отпраздновал свое 50-летие, и в этом сезоне состоялось два больших события. Первое — это новая постановка «Мадам Баттерфляй», посвященная столетию своей премьеры в Брешии 28 мая 1904 года (с Даниэлой Десси и Фабио Армилиато в главных ролях, дирижёр Пласидо Доминго). Второе — это особенный вечер, посвященный героиням Пуччини, где были представлены арии любимых персонажей маэстро, а Пласидо Доминго выступал в роли самого Пуччини. Многие фестивальные постановки впоследствии были показаны в оперных театрах по всему миру.
Представляя четыре или пять спектаклей по четырём оперным постановкам каждый сезон, фестиваль Пуччини привлекает ежегодно около сорока тысяч зрителей в свой театр под открытым небом. С годами в программу фестиваля были добавлены сопутствующие мероприятия, такие как сольные концерты певцов, художественные выставки, театральные чтения.